# Adipômetro

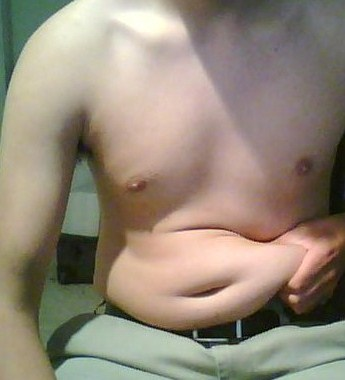
Excesso de tecido adiposo em um homem.

O adipômetro é um instrumento utilizado para medir a taxa de gordura corporal. Existem atualmente diversos tipos, modelos e variações do adipômetro; desde os aparelhos analógicos até os mais modernos digitais.

## Modo de utilização
1 - Identifique as referências anatômicas que irão ajudar na localização da dobra-cutânea (DC)
2 - Localize os pontos a serem medidos e marque-os com um lápis dermográfico ou uma caneta esferográfica. Só após a localização dos mesmos, comece a medi-los. Neste ponto, o plicômetro fará a medição.
3 - O pinçamento da dobra, pelos dedos do avaliador, deverá ser feito a uma distância de 1,5 a 2 cm do ponto de aplicação do plicômetro.
4 - Cada dobra-cutânea tem um sentido específico (longitudinal, transversal ou oblíquo) que deverá ser observado. Por exemplo: a DC do abdome, tanto pode ser medida do lado direito como do lado esquerdo da cicatriz umbilical, assim como pode ser medida de forma longitudinal ou transversal. Isto será definido pelo protocolo que esteja sendo usado, mas definida a posição, não se pode modificá-la.
5 - A pressão dos dedos ao pinçar e destacar a DC não pode causar desconforto ao avaliado.
6 - Segura-se o plicômetro com a mão direita e destaca-se a DC com a mão esquerda. Esta deverá ficar com a palma voltada para o avaliado.
7 - A musculatura da região avaliada deverá ficar relaxada.
8 - A medida deverá ser repetida 2 ou 3 vezes, conforme a orientação seguida, não devendo ter uma variação maior do que a prevista.